# Industriepark A 81
Der Industriepark A 81 ist ein Wohnplatz und Industriegebiet der Stadt Tauberbischofsheim im Main-Tauber-Kreis im fränkisch geprägten Nordosten Baden-Württembergs.

## Geographie
Der Wohnplatz Industriepark A 81 liegt etwa vier Kilometer nordöstlich von Tauberbischofsheim und etwa drei Kilometer südsüdwestlich von Großrinderfeld.

## Verkehr
Der Wohnplatz Industriepark A 81 trägt seinen Namen durch die Lage unweit der A 81 und ist über die L 578 zwischen Tauberbischofsheim und Großrinderfeld zu erreichen.